# 大西洋泥招潮蟹
大西洋泥招潮蟹（学名：Uca pugnax）是招潮蟹属的一种螃蟹，分布于大西洋西北沿岸。

## 特征
它存在明顯的兩性異形特征，雄蟹甲殼寬15—23 mm（0.59—0.91英寸），有藍色斑點，螯足大小不一。雌蟹甲殼寬13—18 mm（0.51—0.71英寸），無斑點，螯足大小一致。